# Leptecophylla mariannensis
Leptecophylla mariannensis är en ljungväxtart som först beskrevs av Ryozo Kanehira och som fick sitt nu gällande namn av Carolyn M. Weiller.
Leptecophylla mariannensis ingår i släktet Leptecophylla och familjen ljungväxter. Inga underarter finns listade i Catalogue of Life.